# El Oro (Durango)
El Oro é um município do estado de Durango, no México. A localidade, que existe desde o século XVII, se desenvolveu a partir da explorção do ouro na região.